# Наумовка (Велізький район)
Наумовка (рос. Наумовка) — село у Велізькому районі Смоленської області Росії . Входить до складу Селезнівського сільського поселення. Населення — 9 осіб (2007 рік) .
Розташоване у північно-західній частині області за 8 км на північний-схід від Веліжа та за 8 км на північний-схід від автодороги Р 133 Смоленськ — Невель, на березі річки Чернавка. Село розташоване також за 80 км на південь від залізничної станції Голінки на лінії Смоленськ — Вітебськ.

## Історія
У роки німецько-радянської війни село було окуповане німецькими військами в липні 1941 року, звільнено в вересні 1943 року.